# Hulderich von Eyben

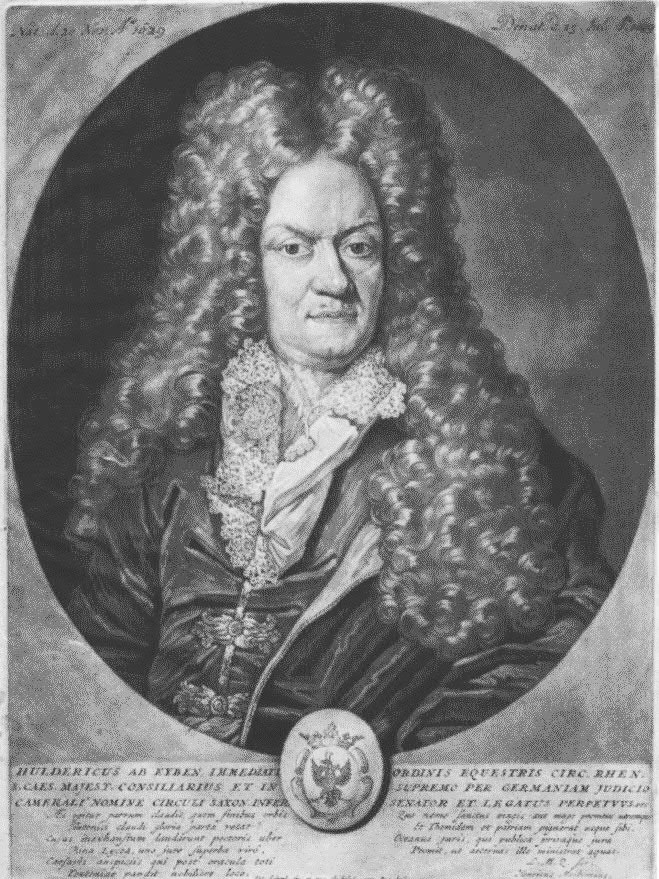
Hulderich von Eyben, zeitgenössisches Schabkunst-Porträt

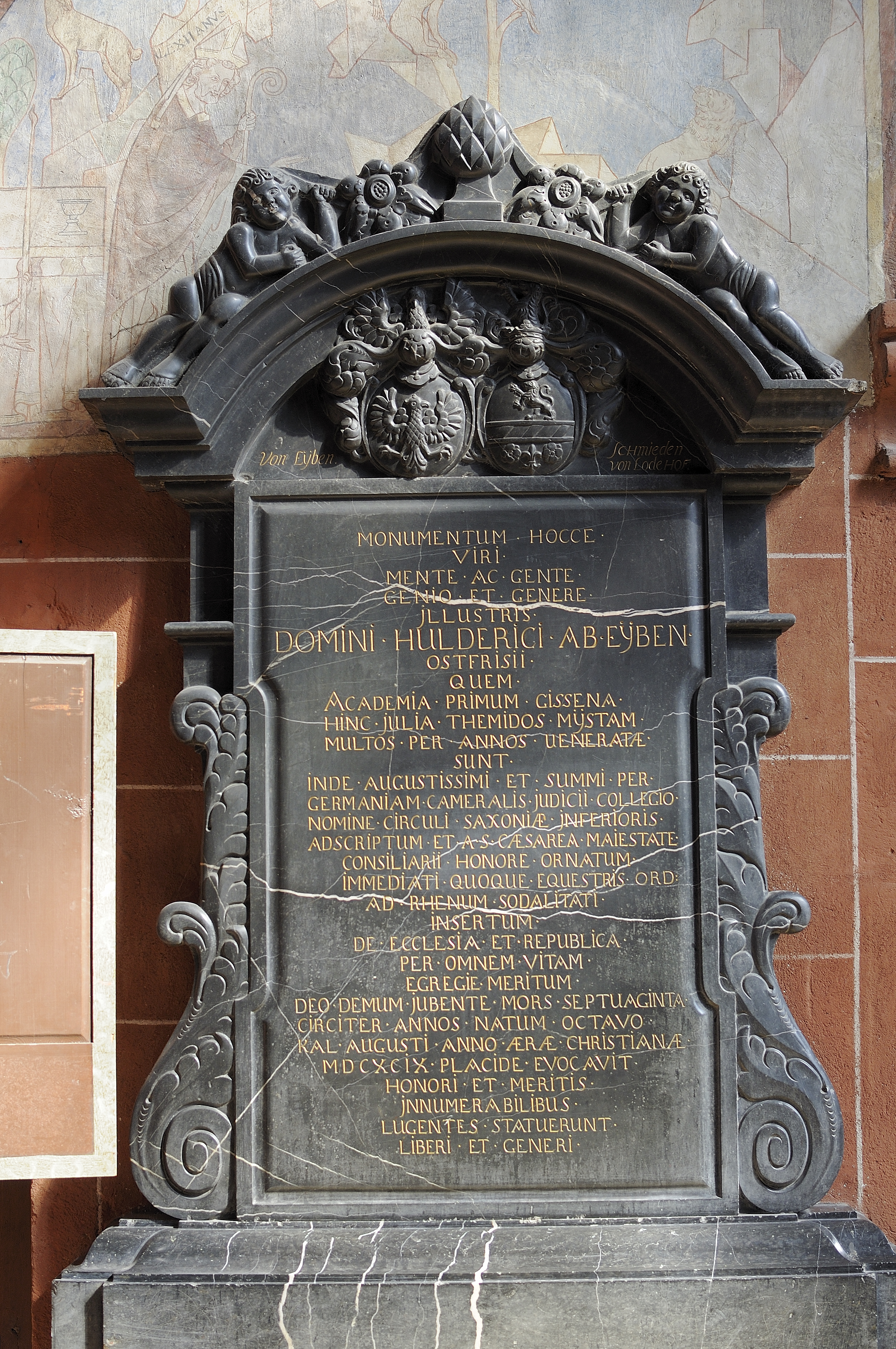
Epitaph

Hulderich von Eyben oder Ulrich von Eyben, latinisiert Huldericus ab Eyben, auch Huldrich von Eyben und Huldreich von Eyben, (* 20. November 1629 in Norden; † 25. Juli 1699 in Wetzlar) war ein deutscher Jurist, Reichskammergerichtsassesor und Hochschullehrer an der Universität Gießen und der Universität Helmstedt.

## Leben und Wirken
Er war der Sohn des Oberamtmann von Esens Hayo von Eyben († 1637) und dessen Ehefrau Maria Loringa. Sie schickten den jungen Hulderich auf die Klosterschule Marienthal im Münsterland. Danach studierte er Rechtswissenschaft in Rinteln, Marburg und Gießen, wo er 1655 zum Doktor beider Rechte promoviert wurde. Von 1655 an war er zunächst Rechtsprofessor in Gießen, ehe er 1669 den Lehrstuhl von Heinrich Hahn (1605–1668) an der Juristenfakultät der Universität Helmstedt übernahm. Im gleichen Jahr erfolgte seine Ernennung zum braunschweigisch-lüneburgischen Rat. Ab 1678 wirkte Eyben als Assessor am Reichskammergericht, das seinen Sitz zunächst in Speyer und dann in Wetzlar hatte. Im Jahr 1680 ernannte ihn Kaiser Leopold zum kaiserlichen Rat und erhob ihn in den Adelsstand. Eyben wollte allerdings den Titel Baron wohl nicht bei offiziellen Anlässen führen, weil ihm der lateinische Ursprung des Wortes (baro = Tölpel) nicht gefiel. Gleichwohl wurde Eyben 1688 in die Reichsritterschaft aufgenommen.
Eyben genoss hohes zeitgenössisches Ansehen. Heutzutage wird er als typischer, durchaus bedeutender Rechtswissenschaftler des 17. Jahrhunderts charakterisiert. Über seine praktische Arbeit am Reichskammergericht ist bisher nur wenig bekannt. Seine überlieferten Hochschulschriften sind thematisch sehr weit gefächert; sie befassen sich z. B. mit der juristischen Ausbildung sowie Fragestellungen des Privatrechts, des öffentlichen Rechts und des Feudalrechts. Mit seiner interessanten Abhandlung De origine brocardico: Ein jeder ist Kaiser in seinem Land machte sich Eyben als Vermittler von Rechtssprichwörtern verdient.
Er war verheiratet unter anderem mit Anna Maria, geb. Tülsner, der Tochter des Gießener Professors Georg Tülsner. Ihr gemeinsamer Sohn Christian Wilhelm von Eyben wurde ebenfalls Jurist.
Im Jahr 1696 heiratete der dreimal verwitwete Hulderich von Eyben drei Jahre vor seinem Tod Barbara Helene Pusch (* um 1670) aus Breslau.
Sein Epitaph befindet sich im Wetzlarer Dom.

## Werke (Auswahl)
- Tractatus duo, primus commentatio de tutela foemina cumprimis quoque illustrium. Ad Auth. matri et Avae, cum duabus Seqq.c. quando mul. tut. offic. fungi possit. Chemlin, Gießen 1656. (Digitalisat)
- Triga selectarum dissertationum, quarum prior agit de origine celeberrimi illius Brocurdici: ein jeder (scil. Chur-Fürst, Graff, Herz etc.) ist Kayser in seinem Land duae posteriores de constitutione et reliquo jure factorum, Buchalter, Cassirer, etc. ad disputandum publice propositarum. Vulpius, Gießen 1661.
- Electa juris feudalis, queis interiora ejus & recessus abditiores subinde perquiruntur, visuntur, excutiuntur. Hampel, Gießen 1669. (Digitalisat)
- Disputatio inauguralis de assassinio seu homicidio imperato. Müller, Helmstedt 1673.
- De titulo Nobilis, an et quatenus is non tantum ducibus ac principibus, sed comitibus quoque et aliis, curiae Romanae stylo tribuatur, disquisitio exoterica, Accedunt binae dissertatiunculae de feudo solari, Germ. Sonnen-Lehn. Müller, Helmstedt 1677. (Digitalisat)
- Syntagma Historicum De Gunthero Schwartzburg. Roman. Rege seu Imperatore Cognom. Optimo adeoq[ue] Scipione Germanorum inclyto. Winckler, Wetzlar 1695. (Digitalisat)
- Scripta De iure civili privato, publico et feudali. Dulssecker, Straßburg 1708. (Digitalisat)